# Machenka (film)
Pour plus de détails, voir Fiche technique et Distribution.
Machenka (Машенька) est un film soviétique réalisé par Youli Raizman, sorti en 1942,.

## Fiche technique
- Photographie : Evgeni Andrikanis, Galina Pychkova
- Musique : Boris Volski
- Décors : Iosif Chpinel, Mikhail Tiounov
- Montage : Evgeniia Abdirkina